# Harrisville (Nowy Jork)
Harrisville – wieś w Stanach Zjednoczonych, w stanie Nowy Jork, w hrabstwie Lewis.